# Parco internazionale La Amistad
Il Parco internazionale La Amistad (in spagnolo: Parque Internacional La Amistad) è un parco della pace transfrontaliero che si trova in America centrale, fra la Costa Rica e Panama. Nel 1982 il parco è stato incluso nella rete mondiale di riserve della biosfera, nel 1983 fra i patrimoni dell'umanità dell'UNESCO e, in seguito alle raccomandazioni dell'ente, trasformato dai due governi in un parco della pace nel 1988.
Il parco ha una superficie di 401.000 ettari, in Costa Rica (193.929 ettari), nelle province di San José, Cartago, Limón e Puntarenas. La parte di Panama (207.000 ettari) è di difficile accesso, con gran parte del parco ancora inesplorato, che copre le province di Bocas del Toro e Chiriquí, oltre alla regione di Naso Tjër Di. 
È composto per la maggior parte di foresta pluviale, ma ricopre anche la zona della Cordigliera di Talamanca, dove si trovano le cime più alte dei due paesi.